# Ronde van Frankrijk 2020/Vijfde etappe
De vijfde etappe van de Ronde van Frankrijk 2020 werd verreden op 2 september met start in Gap en finish in Privas. Na de etappe bleek geletruidrager Julian Alaphilippe een bidon aangenomen te hebben, terwijl dit niet mocht. Hij kreeg daarom een tijdstraf van twintig seconden en verloor hij de leiding aan Adam Yates.
| Gap – Privas (183,0 km) |                   |                          |          |
| Plaats                  | Naam              | Ploeg                    | Tijd     |
| 1                       | Wout van Aert     | Team Jumbo-Visma         | 4u21'22" |
| 2                       | Cees Bol          | Team Sunweb              | z.t.     |
| 3                       | Sam Bennett       | Deceuninck–Quick-Step    | z.t.     |
| 4                       | Peter Sagan       | BORA-hansgrohe           | z.t.     |
| 5                       | Jasper Stuyven    | Trek-Segafredo           | z.t.     |
| 6                       | Luka Mezgec       | Mitchelton-Scott         | z.t.     |
| 7                       | Bryan Coquard     | B&B Hotels-Vital Concept | z.t.     |
| 8                       | Caleb Ewan        | Lotto Soudal             | z.t.     |
| 9                       | Clément Venturini | AG2R La Mondiale         | z.t.     |
| 10                      | Hugo Hofstetter   | Israel Start-Up Nation   | z.t.     |

| Algemeen klassement |                    |                       |           |
| Plaats              | Naam               | Ploeg                 | Tijd      |
| Gele trui           | Adam Yates         | Mitchelton-Scott      | 22u28'30" |
| 2                   | Primož Roglič      | Team Jumbo-Visma      | + 3"      |
| 3                   | Tadej Pogačar      | UAE Team Emirates     | + 7"      |
| 4                   | Guillaume Martin   | Cofidis               | + 9"      |
| 5                   | Egan Bernal        | Team INEOS Grenadiers | + 13"     |
| 6                   | Tom Dumoulin       | Team Jumbo-Visma      | z.t.      |
| 7                   | Nairo Quintana     | Arkéa Samsic          | z.t.      |
| 8                   | Esteban Chaves     | Mitchelton-Scott      | z.t.      |
| 9                   | Miguel Ángel López | Astana Pro Team       | z.t.      |
| 10                  | Romain Bardet      | AG2R La Mondiale      | z.t.      |
|                     |                    |                       |           |
| 28                  | Greg Van Avermaet  | CCC Team              | + 3'17"   |

1e etappe ·
2e etappe ·
3e etappe ·
4e etappe ·
5e etappe ·
6e etappe ·
7e etappe ·
8e etappe ·
9e etappe ·
10e etappe ·
11e etappe ·
12e etappe ·
13e etappe ·
14e etappe ·
15e etappe ·
16e etappe ·
17e etappe ·
18e etappe ·
19e etappe ·
20e etappe ·
21e etappe
Startlijst · Eindstanden · Afbeeldingen